# MV Pentalina
MV Pentalina är en katamaranfärja för passagerare och fordon, som levererades 2009 av FBMA Marine yard i Balamban i provinsen Cebu i Filippinerna till Pentland Ferries på Orkneyöarna i Storbritannien. 
MV Pentalina ritades av Sea Transport Solutions of Australia. 
Hon går i trafik mellan St. Margaret's Hope på Orkneyöarna och Gills Bay i Skottland över Pentland Firth, en tur på omkring en timme.